# Venturia scitula
Venturia scitula är en stekelart som beskrevs av David B. Wahl 1987. Venturia scitula ingår i släktet Venturia och familjen brokparasitsteklar. Inga underarter finns listade i Catalogue of Life.